# Isabelle Haak
Isabelle "Bella" Haak (født 11 juli 1999 i Perstorp i Sverige) er en svensk volleyball og beachvolleyspiller,
der spiller for Sveriges volleyballlandshold og det italienske hold Imoco Volley. Haak regnes for en af verdens bedste volleyballspillere. Hun er 196 cm høj, har en springhøjde ved smash på 332 cm og ved blokke på 312 cm. Isabelle er søster til Anna Haak, der også spiller volleyball på eliteniveau.